# Ото Шиманек
Ото Шиманек (чеш. Otto Šimánek; Трешт, 28. април 1925 — Праг, 8. мај 1992) био је чешки глумац и пантомимичар.
Као професор подучавао је пантомиму на Прашком конзерваторијуму и Академији сценских уметности, где је међу његовим ученицима припадао и глумац Петр Цепек. Највише је познат по својој улози тихог чаробњака Пау Тау-а створеног за потребе дечије телевизијске серије.
На сцени је играо неколико великих улога. За гледаоце остаје незабораван кловн карактер Пјеро, Жана Гаспара Дебироа, у драматизацији романа Кожикова, где је у потпуности могао да покаже своје умеће пантомиме. Играње у Прашком позоришту донело му је прилику да се окуша у филмским и телевизијским ролама. Појављивао се углавном у малим улогама у око четрдесетак филмова.
Умро је 1992. године у Прагу након дуже болести у 67. години.